# Angela Werner
Angela Werner ist eine ehemalige deutsche Handballspielerin.

## Vereinskarriere
Angela Werner spielte beim SC Leipzig in der höchsten Spielklasse der Deutschen Demokratischen Republik, der Oberliga. Mit den Leipzigerinnen gewann sie den IHF-Pokal 1985/1986 und wurde mehrfach DDR-Meister (1983/1984, 1987/1988 und 1990/1991) sowie Pokalsieger 1983.
Sie war die beste Torwerferin im FDGB-Pokal 1981/1982 (zusammen mit Katrin Krüger und Sabine Kirschke).

## Nationalmannschaft
Sie spielte für die Frauen-Handballnationalmannschaft der DDR und belegte mit dem Team bei der Weltmeisterschaft 1982 den 4. Platz und bei der Weltmeisterschaft 1990 mit dem ostdeutschen Team den 3. Platz.
| Personendaten    | Personendaten              |
| ---------------- | -------------------------- |
| NAME             | Werner, Angela             |
| KURZBESCHREIBUNG | deutsche Handballspielerin |
| GEBURTSDATUM     | 20. Jahrhundert            |